# 김승록
김승록(한국 한자: 金承祿, 1991년 7월 13일 ~ )은 대한민국의 전 축구 선수이며, 포지션은 수비수였다.

## 클럽 경력
고등학교를 졸업하고 대학무대가 아닌 2011년 K리그 드래프트에서 5순위로 뽑히면서 바로 프로팀인 전북 현대 모터스에 입단하게 된다. 하지만 1년 동안 R리그에서만 18경기를 뛰고 프로 데뷔를 하지 못한채 팀을 떠나게 된다.